# Elitserien i innebandy för herrar 2001/2002
Elitserien i innebandy för herrar 2001/2002 var Sveriges högsta division i innebandy för herrar säsongen 2001/2002. Grundserien bestod av 16 lag och 30 omgångar, varav de åtta bästa lagen gick vidare till SM-slutspelet. Lag 13 och 14 gick till kvalspel för att få stanna kvar i Elitserien 2002/2003 och lag 15 och 16 flyttades ner till Division 1. Pixbo Wallenstam IBK vann SM, efter en finalseger mot Balrog IK. AIK vann grundserien men åkte ut i semifinalerna mot Balrog.
Det gavs tre poäng för vinst. Vid oavgjort efter full ordinarie tid fick båda lagen en poäng och matchen gick till sudden death. Om matchen avgjordes i sudden death fick det vinnande laget ytterligare en poäng, det vill säga totalt två poäng. För förlust gavs ingen poäng.

## Tabell
Plac. = Placering, S = Spelade, V = Vinster, O = Oavgjorda, F = Förluster, VÖ = Vinster på övertid, +/- = Gjorda mål - Insläppta mål, MSK = Målskillnad, P = Poäng
|  |                             |
|  | Till slutspel               |
|  | Till nedflyttningskval      |
|  | Nedflyttade till Division 1 |

## Slutspel

### Kvartsfinaler
- AIK - Jönköpings IK 3-1 i matcher: 4-3, 2-4, 8-3, 6-4)
- Balrog IK - Warbergs IC 85 3-0 i matcher: 3-1, 8-7, 11-0
- Haninge IBK - Fornudden IB 3-1 i matcher: 6-4, 6-3, 1-2(sd), 6-4
- IBK Dalen - Pixbo Wallenstam IBK 0-3 i matcher: 5-6(sd), 4-6, 4-8

### Semifinaler
- AIK - Balrog IK 0-3 i matcher: 3-4, 5-8, 4-5
- Haninge IBK - Pixbo Wallenstam IBK 1-3 i matcher: 1-7, 7-4, 6-7(sd), 2-6

### SM-final
- Balrog IK - Pixbo Wallenstam IBK 5-6(sd)

Pixbo Wallenstam IBK svenska mästare.